# National City Bank of New York (Buenos Aires)
El edificio del National City Bank of New York (actualmente Citibank) en Buenos Aires es una estructura que se encuentra en el cruce de las calles Bartolomé Mitre y San Martín, en la esquina sudoeste. También estuvo destinado al Club Americano. Está en plena city financiera del barrio de San Nicolás, ciudad de Buenos Aires, Argentina.

## Historia
El The National City Bank of New York fue fundado en la ciudad de Nueva York, Estados Unidos, en 1865. Inauguró su primera sucursal transoceánica en Buenos Aires, en 1914. A mediados de la década de 1920 se decidió la construcción de un nuevo edificio, ocupando el terreno en la esquina de las calles Bartolomé Mitre y San Martín. 
La anterior sede del banco había sido víctima de un atentado perpetrado el 24 de diciembre de 1927 por el militante anarquista italiano Severino di Giovanni, en el marco de una creciente violencia producto de la ejecución de sus compañeros Sacco y Vanzetti.
El proyecto realizado estuvo a cargo de los arquitectos Luis Aberastain Oro y Lyman Dudley, y del ingeniero civil Julio Dacharry, que actuó como director técnico. Es un ejemplo de la arquitectura corporativa, ya que su aspecto recuerda a las sucursales del banco en Canal Street y en Broadway, en New York. También fueron posteriormente construidas pequeñas sucursales que respetaron el estilo establecido en esta sede.
Los estudios previos se realizaron en octubre de 1928, y las obras estuvieron a cargo de la constructora argentina Dwight P. Robinson y Cía., durando apenas 12 meses, por lo cual el edificio estuvo terminado a fines de 1929.
En sus plantas superiores se instaló el Club Americano, con un bar y sala de reuniones, donde la comunidad norteamericana se reunía y concretaba negocios y tratos comerciales.
El edificio fue remodelado en los años 1950. En la década de 1970 el banco pasó a tener su nombre actual: Citibank. Durante 1981 fue remodelado nuevamente, según proyecto del estudio de arquitectos Sánchez Elía - Peralta Ramos (SEPRA SCA).

## Descripción
El edificio fue levantado en un terreno de reducidas dimensiones (unos 800 m² de superficie), por lo cual se decidió eliminar la mayor cantidad posible de columnas de sostén, logrando ambientes amplios e imponentes.
El estilo utilizado en la fachada, ornamentaciones, herrería y demás detalles fue el art déco, en su apogeo en los Estados Unidos (Chrysler Building, Empire State Building). La fachada fue revestida en mármol Botticino, con un zócalo de granito importado de Suecia. En los interiores se utilizaron también mármoles Botticino, Tinos y Bleu Belga.
El acceso principal al banco se encuentra en la ochava, mediante una puerta giratoria, y está coronado por dos águilas talladas en el mármol, con un reloj entre ellas. 

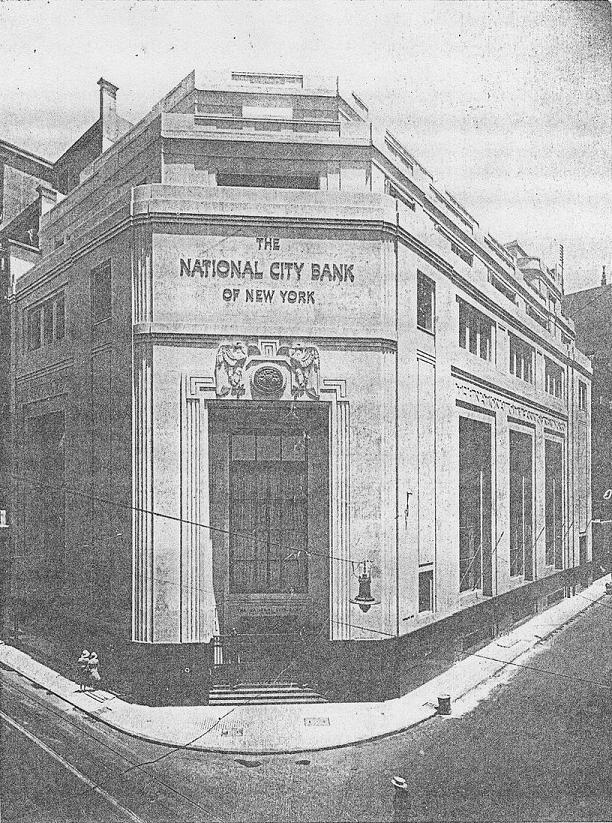
Vista del edificio en 1929

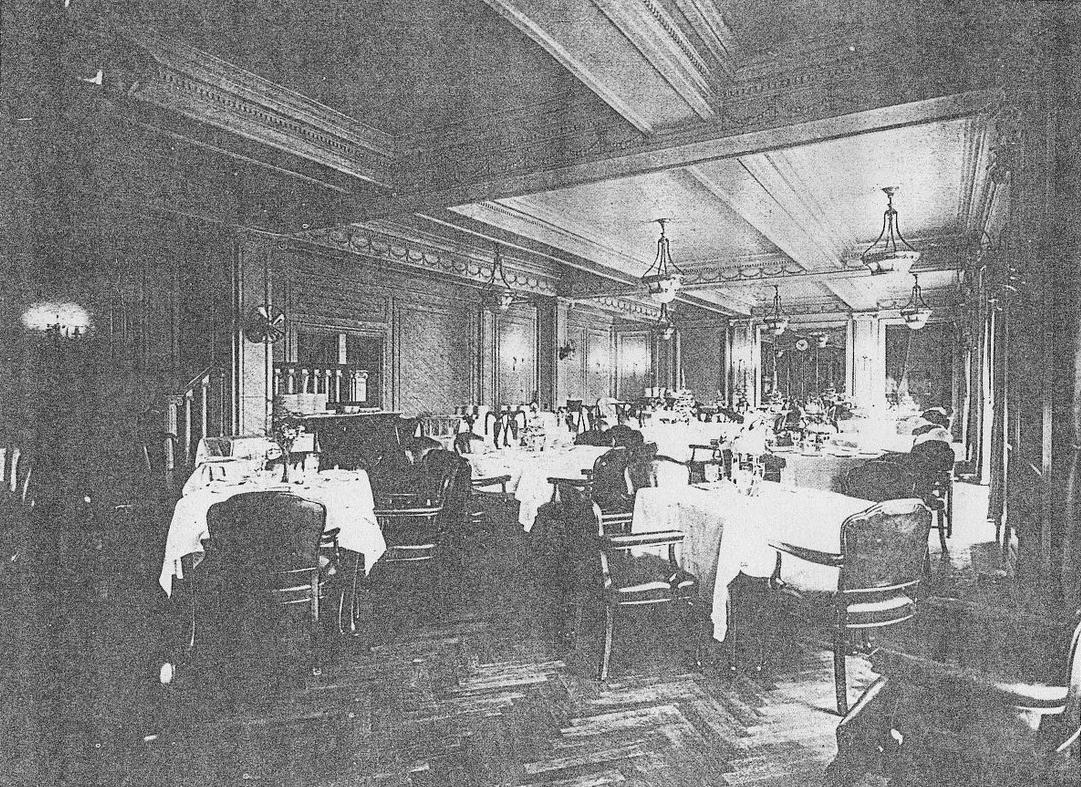
El gran comedor del Club Americano

El edificio consta de 2 subsuelos, planta baja, 2 entresuelos y 4 pisos altos. En el 2º subsuelo se ubicaron las instalaciones mecánicas y dependencias del personal; en el 1º subsuelo, el gran salón de cajas de ahorro y el acceso al Tesoro y las cajas de seguridad; en la planta baja, el hall principal del banco con una gran escalera, la Gerencia, otras dependencias y el vestíbulo particular de acceso al Club Americano, con 2 ascensores. En el 1º entresuelo (dividido en lados Este y Oeste), oficinas y dependencias y en el 2º entresuelo, archivos. El Directorio se instaló en el 1º piso, junto a la oficinas del Vicepresidente y la Secretaría, la Oficinas de Asuntos Legales y otras.
Los últimos pisos fueron destinados al Club Americano y presentan un retiro escalonado en la fachada: en el 2º piso se ubicó el Gran Comedor, comedores particulares, la cocina, toilettes y terrazas; en el 3º piso, un gran living room, un bar, el salón de billares, la biblioteca, y una segunda terraza. En el 4º y último piso, dormitorios para los socios, un gimnasio y una gran terraza. Como detalle especial, en la azotea se instaló un faro para aviones.